# Història de la tecnologia cinematogràfica
t

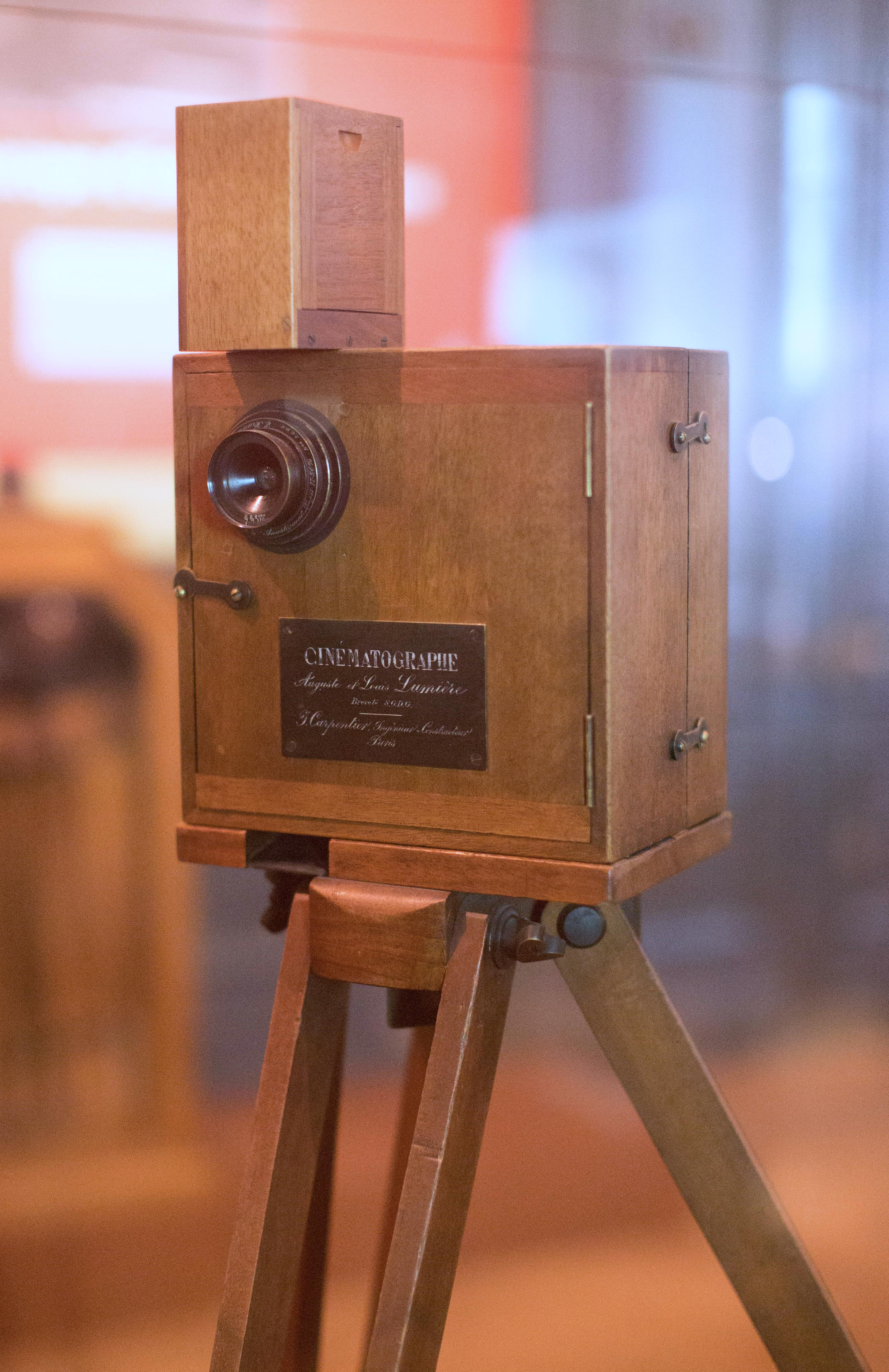
Cinematògraf Lumière a l'Institut Lumière, França

La Història de la tecnologia cinematogràfica tracta tot el desenvolupament d'eines usades en l'àmbit cinematogràfic, des del segle xix amb les "imatges en moviment" fins a l'actualitat. Les primeres pel·lícules van començar sent exhibides com a entreteniment per la noblesa, evolucionant durant els anys arribant a ser grans eines de comunicació i entreteniment durant el segle xx. Alguns dels grans avenços dins la Història de la tecnologia cinematogràfica inclouen la sincronització d'imatge i so, l'arribada de pel·lícules en color, i l'ús de cinematografia digital per substituir la pel·lícula de cinema física a ambdós extrems de la cadena de producció, mitjançant sensors i projectors d'imatges digitals.

## Desenvolupament de la tecnologia cinematogràfica

### Precursors
La tecnologia cinematogràfica va sorgir principalment del desenvolupament i assoliments en els camps de la projecció, lents, fotografia i òptica.
Tècniques anteriors que incloïen projecció i/o moviment d'imatges són:
- Ombragrafia (probablement practicada des de l'època prehistòrica)
- Cambra obscura
- Ombres xineses
- Llanterna màgica
- Dispositius d'animació de persistència visual (com el Fenaquistoscopi de 1832, el Zoòtrop de 1866 o el Foliscopi de 1868)
- Cronofotografia

#### Cambra Obscura
La projecció d'imatges en moviment dins la cambra obscura, és un fenomen natural que podria haver estat utilitzat artísticament des de la prehistòria. L'ús de lents per a la cambra obscura data de 1550. L'ús de cambres obscures mòbils data del segle xvii, utilitzant primer tendes i poc després caixes de fusta. Una espècie de càmera-caixa seria finalment adaptada a una càmera fotogràfica entre els anys 1820 i 1830.

#### Llanterna Màgica
Durant 1659, Christiaan Huygens va desenvolupar la llanterna màgica que consistia en la projecció de diapositives, normalment de vidre, pintades de diferents colors. Un esbós de Huygens indica que les imatges en moviment podrien haver format part de les primeres projeccions. Als voltants de 1790 es van crear espectacles de fantasmagoria amb la llanterna màgica, que s'utilitzava amb diapositives animades, múltiples projeccions a l'hora, projectors mòbils, projeccions sobre fum, i sons i olors, per crear experiències de terror fantasmal al públic. Al segle xix es van crear diverses tècniques per la llanterna màgica, com la difusió d'imatges (una gradual transició entre la imatge projectada i una altra) i diapositives mecàniques que creaven efectes abstractes, de neu caient o planetes i llunes orbitant.

#### Principi estroboscòpic
El principi estroboscòpic va ser descobert per Joseph Plateau, a Bèlgica, cap al desembre de 1832 i publicat el gener de 1833. Aquest descobriment va permetre la creació de les primeres imatges en moviment que més endavant van passar a ser conegudes com a fenaquistoscopi, aquestes consistien en discos de cartó amb escletxes per tal que l'espectador pogués observar la successió seqüencial de dibuixos reflectida en miralls, que si s'observava quan el disc girava suficientment de pressa es creava l'il·lusió d'un moviment fluid entre les imatges.

#### Cronofotografia

Animació de les imatges de El Cavall en Moviment d'Eadweard Muybridge (1878).

Entre 1840 i 1841 Francis Ronalds va documentar les primeres idees sobre l'ús de mètodes fotogràfics per tal d'aconseguir gravacions de caràcter científic. L'abril de 1845 va desenvolupar un enginy que permetia detectar les variacions d'indicadors d'equipament meteorològic sobre paper fotogràfic. Aquesta espècie de càmeres van ser subministrades a diferents observatoris de tot el món que van mantenir-ne l'ús fins entrats al segle xx.
Wordsworth Donisthorpe, durant 1876, va patentar una càmera que podia capturar 8 fotografies per segon en plaques de vidre.
La primera seqüència de moviment fotografiada a temps real (sense consistir en una sèrie fotogràfica "d'actors" posant per les imatges), va ser creada als Estats Units el 1878 pel fotògraf britànic Eadweard Muybridge. Amb el patrocini de Leland Stanford, va aconseguir fotografiar els cavalls de Stanford mentre corrien mitjançant un seguit de càmeres fixes separades entre elles. El 15 de juny del mateix any es va dur a terme una demostració davant la premsa a la granja de Stanford, a Palo Alto, Califòrnia. Les càmeres es trobaven posicionades en paral·lel a la pista on correria el cavall a una distància de 27 polzades (aproximadament 68,58 cm) i el disparador de cada càmera va ser activat per un seguit de fils que el cavall trencava a mesura que avançava, i l'exposició de les imatges va ser de només una mil·lèsima de segon. Poc després de l'esdeveniment, les imatges es van publicar com una sèrie de targetes en format cabinet, titulada El Cavall en Moviment.
Étienne-Jules Marey, l'any 1882, va inventar una pistola cronofotogràfica que era capaç d'enregistrar 12 fotogrames consecutius per segon. Va utilitzar aquest enginy per estudiar tan animals, com la locomoció humana.

### Primeres pel·lícules
Tot i l'existència d'experiments amb fenaquistoscopis fotogràfics (i estereoscòpics) i zoòtrops, després de la introducció de la fotografia el 1839, pocs d'aquests es van documentar abans de l'èxit de Muybridge amb la sèrie de fotografia instantània. Abans que les emulsions fotogràfiques i les tècniques necessàries fossin prou ràpides per capturar una veritable seqüència, aquestes només es podien simular mitjançant fotografies de totes les postures del subjecte en moviment per separat. L'any 1852, Duboscq va patentar un "Stéréoscope-fantascope, stéréofantscope ou Bïoscope". De tres variacions previstes, només se'n va produir una, però sense gaire èxit. Només es coneix un disc que es troba a la col·lecció Plateau de la Universitat de Gant. Aquest consta de conjunts estereoscòpics d'una seqüència d'imatges fotogràfiques d'una màquina en acció.
La càmera kinesígraf patentada per Wordsworth Donisthorpe el 1876 tenia com a objectiu produir una seqüència d'imatges que es poguessin muntar en una tira de paper i rodar sobre dos cilindres que passarien per davant els ulls de l'espectador a la mateixa velocitat que la gravació, junt amb espurnes elèctriques que il·luminarien les imatges en aquell moment. El gener de 1878, poc després de la publicació del fonògraf d'Edison, Donisthorpe va suggerir combinar el fonògraf i el kinesígraf per tal de produir imatges parlants i mòbils. També va teoritzar que la projecció d'imatges en color podria portar a una millora de l'experiència. Els únics resultats coneguts d'aquest experiment són 10 fotogrames d'una pel·lícula enregistrada entre 1889 i 1891.
Després de la publicació de les imatges seqüencials de Muybridge, vàries persones van començar a introduir aquestes dins els zoòtrops per poder observar-les en moviment. Probablement aquests van ser els primers visionats d'imatges en moviment enregistrades a temps real. La qualitat de les imatges era limitada i les figures es mostraven majoritàriament com a siluetes; sovint les imatges es retocaven per tal d'eliminar irregularitats.
Des de 1879 fins a 1893 Muybridge va actuar com a conferenciant presentant projeccions d'imatges amb un dispositiu que va anomenar zoopraxiscopi. Aquest fet pot ser considerat com la presentació d'un dels primers projectors cinematogràfics i precursors a la rotoscòpia.
El 1887, Ottomar Anschütz va construir l'electrotaquiscopi, un projector similar al zoopraxiscopi de Muybridge, que constava d'un disc rotatori de vidre amb 24 imatges. L'any 1894 l'invent ja estava projectant imatges a Berlín.
Gràcies als resultats obtinguts per Muybridge i Étienne-Jules Marey, inventors del segle xix van adonar-se de la practicitat de les imatges en moviment. Un gran nombre de persones que treballaven en aquest àmbit seguien els avenços en la matèria mitjançant l'ús de publicacions periòdiques, arxius de patents o, fins i tot, aconseguint algun dels nous invents.
La càmera cinematogràfica més antiga, coneguda, va ser desenvolupada pel francès Louis Le Prince en la dècada de 1880, mentre treballava a Leeds, Anglaterra. Le Prince havia estat inspirat pels treballs de Muybridge, i va patentar el seu primer invent l'any 1887, una càmera de 16 lents. Les 8 primeres lents s'accionaven successivament per un obturador electromagnètic i tot seguit la pel·lícula es movia endavant permetent les 8 altres operar sobre aquesta. Tot i la capacitat de la càmera per captar el moviment, aquesta no va ser un èxit complet, ja que cada lent fotografiava el subjecte des d'un punt de vista lleugerament diferent, fent que la projecció resultant, sovint, no fos del tot clara determinant els objectes en primer pla i els trobats en el fons.
El maig de 1887, Le Prince finalment va ser capaç de desenvolupar la primera càmera cinematogràfica d'una sola lent, que va patentar el 1888. El 14 d'octubre de 1888, va gravar la primera pel·lícula de la història anomenada Roundhay Garden Scene (Escena en el jardí Roundhay).
Més tard, Le Prince va utilitzar la seva càmera per enregistrar el trànsit de tramvies, cavalls i vianants pel pont de Leeds. Tot i que les seves primeres gravacions van ser enregistrades sobre plaques de vidre o gelatina, Le Prince, va acabar fent servir cel·luloides d'1,75 polzades d'amplada (4,445 cm).
L'any 1889, Le Prince va presentar la primera projecció cinematogràfica, utilitzant equips que ell mateix havia dissenyat, entre els quals es trobava un projector d'una sola lent que utilitzava una làmpada d'arc per projectar les imatges sobre una pantalla. El conjunt d'aquesta sèrie de fets ha fet que molts historiadors qualifiquin a Le Prince com el pare de les pel·lícules.

## Inicis del cinema a Catalunya
El cinema a Catalunya va sorgir en aquells indrets on convergien tres elements fonamentals: una base tècnica, un desenvolupament tecnològic i una capacitat socioeconòmica suficient per afrontar el nou repte.
Tot i que el 5 de maig de 1896 ja s'havien fet exhibicions públiques amb aparells de vistes animades com el quinetoscopi de Thomas A. Edison, no va ser fins al 15 de desembre de 1896 que es va realitzar la presentació oficial de l'aparell Lumière a l'establiment dels Napoleon, fotògrafs de prestigi que tenien els estudis a la Rambla de Santa Mònica de Barcelona. La introducció del cinema a la resta del territori català va tenir lloc un temps més tard, el desembre de 1896 a Lleida, el febrer de 1897 a Tarragona i al setembre del mateix any es va fer la primera projecció a Girona.
L'exposició es va expandir molt ràpidament per tot Catalunya, gràcies a la tasca fonamental dels firaires passavolants que viatjaven de ciutat en ciutat, mostrant meravelles en moviment, aprofitant festes majors i populars. Gràcies a l'èxit de l'espectacle, les sales van proliferar, fos en pavellons de fusta i tela o en edificis estables.
Abans del 1906 la producció catalana girava principalment al voltant del documental de caràcter informatiu. Al mateix temps, començava tímidament el pas de la venda de cintes al lloguer, sistema que va provocar l'aparició de l'anomenat passi, que consistia a exhibir una sola còpia en tantes sales com fos possible. Tot i que el gènere dramàtic va donar títols d'una qualitat inqüestionable, només s'hi van poder dedicar les cases productores amb una base econòmica prou forta per poder fer front a les despeses que comportava.
Durant aquest període Catalunya es va anar convertint en un punt de referència per a la cinematografia europea. Ho demostra el fet que algunes empreses estrangeres, com les franceses Pathé i Gaumont o la torinesa Itala Film, hi establissin sucursals molt actives i ben equipades.